# UEFA Nations League 2024–25 (hạng đấu D)
Hạng đấu D UEFA Nations League 2024–25 (UEFA Nations League D 2024–25) là hạng đấu cao thứ tư và cũng là thấp nhất của UEFA Nations League 2024–25, mùa giải thứ tư của giải đấu bóng đá quốc tế có sự tham gia của các đội tuyển quốc gia nam trong số 55 liên đoàn thành viên của UEFA.

## Thể thức
Hạng đấu D bao gồm 6 thành viên UEFA có thứ hạng thấp nhất từ 49–54 trong danh sách tham dự UEFA Nations League 2024–25, được chia thành hai bảng gồm ba đội. Các đội thi đấu sáu trận trong bảng của mình, gồm 3 trận sân nhà và 3 trận sân khách, sử dụng thể thức thi đấu vòng tròn vào tháng 9, 10 và 11 năm 2024. Đội nhất của mỗi bảng được thăng hạng lên hạng đấu C, đội cuối bảng sẽ phải ở lại với hạng D ở mùa giải sau, đội xếp thứ 2 sẽ thi đấu play-off thăng hạng bằng thể thức hai lượt chạm trán 2 đối thủ đứng thứ 4 có thành tích tốt nhất ở hạng đấu C

## Các đội tuyển

### Thay đổi đội tuyển
Danh sách đội tuyển của Hạng đấu D có sự thay đổi so với mùa giải 2022–23:
| Xuống hạng từ Hạng đấu C Nations League |
| --------------------------------------- |
| Gibraltar                               |

| Thăng hạng lên Hạng đấu C Nations League |
| ---------------------------------------- |
| - Estonia - Latvia                       |

### Xếp hạt giống
Trong danh sách tham dự 2024–25, UEFA xếp hạng các đội dựa trên bảng xếp hạng tổng thể Nations League 2022–23.. Các nhóm hạt giống cho giai đoạn đấu hạng đã được xác nhận vào ngày 2 tháng 12 năm 2023 và được dựa trên bảng xếp hạng danh sách tham dự.
| Đội       | Hạng |
| --------- | ---- |
| Gibraltar | 49   |
| Moldova   | 50   |

| Đội           | Hạng |
| ------------- | ---- |
| Malta         | 51   |
| Andorra       | 52   |
| San Marino    | 53   |
| Liechtenstein | 54   |

Lễ bốc thăm được tổ chức tại Maison de la Mutualité ở Paris, Pháp vào lúc 18:00 CET ngày 8 tháng 12 năm 2023. Mỗi bảng bao gồm 1 đội ở nhóm 1 và 2 đội ở nhóm 2.

## Các bảng đấu
Lịch thi đấu được công bố vào ngày 9 tháng 12 năm 2023, một ngày sau lễ bốc thăm.
Thời gian là CET/CEST (UTC+2), theo liệt kê của UEFA (giờ địa phương, nếu có sự khác biệt, được hiển thị trong ngoặc đơn).

### Bảng 1
| VT | Đội            | ST | T | H | B | BT | BB | HS | Đ | Thăng hạng hoặc giành quyền tham dự          |  | San Marino | Gibraltar | Liechtenstein |
| -- | -------------- | -- | - | - | - | -- | -- | -- | - | -------------------------------------------- |  | ---------- | --------- | ------------- |
| 1  | San Marino (P) | 4  | 2 | 1 | 1 | 5  | 3  | +2 | 7 | Thăng hạng lên Hạng đấu C                    |  | —          | 1–1       | 1–0           |
| 2  | Gibraltar      | 4  | 1 | 3 | 0 | 4  | 3  | +1 | 6 | Giành quyền tham dự vòng play-off thăng hạng |  | 1–0        | —         | 2–2           |
| 3  | Liechtenstein  | 4  | 0 | 2 | 2 | 3  | 6  | −3 | 2 |                                              |  | 1–3        | 0–0       | —             |

| San Marino    | 1–0      | Liechtenstein |
| ------------- | -------- | ------------- |
| - Sensoli 53' | Chi tiết |               |

| Gibraltar                   | 2–2      | Liechtenstein                        |
| --------------------------- | -------- | ------------------------------------ |
| - Walker 8' - Scanlon 90+7' | Chi tiết | - Saglam 53' - Hasler 90+14' (ph.đ.) |

| Gibraltar    | 1–0      | San Marino |
| ------------ | -------- | ---------- |
| - Britto 62' | Chi tiết |            |

| Liechtenstein | 0–0      | Gibraltar |
| ------------- | -------- | --------- |
|               | Chi tiết |           |

| San Marino          | 1–1      | Gibraltar          |
| ------------------- | -------- | ------------------ |
| Nanni 90+2' (ph.đ.) | Chi tiết | Walker 11' (ph.đ.) |

| Liechtenstein | 1–3      | San Marino                                        |
| ------------- | -------- | ------------------------------------------------- |
| - Sele 40'    | Chi tiết | - Lazzari 46' - Nanni 66' (ph.đ.) - Golinucci 76' |

### Bảng 2
| VT | Đội         | ST | T | H | B | BT | BB | HS | Đ | Thăng hạng hoặc giành quyền tham dự          |  | Moldova | Malta | Andorra |
| -- | ----------- | -- | - | - | - | -- | -- | -- | - | -------------------------------------------- |  | ------- | ----- | ------- |
| 1  | Moldova (P) | 4  | 3 | 0 | 1 | 5  | 1  | +4 | 9 | Thăng hạng lên Hạng đấu C                    |  | —       | 2–0   | 2–0     |
| 2  | Malta       | 4  | 2 | 1 | 1 | 2  | 2  | 0  | 7 | Giành quyền tham dự vòng play-off thăng hạng |  | 1–0     | —     | 0–0     |
| 3  | Andorra     | 4  | 0 | 1 | 3 | 0  | 4  | −4 | 1 |                                              |  | 0–1     | 0–1   | —       |

| Moldova                                   | 2–0      | Malta |
| ----------------------------------------- | -------- | ----- |
| - Caimacov 32' - Nicolaescu 45+4' (ph.đ.) | Chi tiết |       |

| Andorra | v        | Malta |
| ------- | -------- | ----- |
|         | Chi tiết |       |

| Moldova                       | 2–0      | Andorra |
| ----------------------------- | -------- | ------- |
| - Ioniță 31' - Cojocaru 90+5' | Chi tiết |         |

| Malta               | 1–0      | Moldova |
| ------------------- | -------- | ------- |
| - Teuma 87' (ph.đ.) | Chi tiết |         |

| Andorra | 0–1      | Moldova            |
| ------- | -------- | ------------------ |
|         | Chi tiết | - Postolachi 90+2' |

| Malta | 0–0      | Andorra |
| ----- | -------- | ------- |
|       | Chi tiết |         |

## Các cầu thủ ghi bàn

### 1 bàn
- Ethan Britto
- James Scanlon
- Liam Walker
- Nicolas Hasler
- Ferhat Saglam
- Ryan Camenzuli
- Mihail Caimacov
- Maxim Cojocaru
- Artur Ioniță
- Ion Nicolaescu
- Nicko Sensoli

## Bảng xếp hạng tổng thể
6 đội thuộc Hạng đấu D được xếp hạng từ 49 đến 54 chung cuộc ở UEFA Nations League 2022–23 theo các quy tắc sau:
- Các đội kết thúc ở vị trí thứ nhất các bảng được xếp hạng 49 đến 50 theo kết quả của giai đoạn đấu hạng.
- Các đội kết thúc ở vị trí thứ nhì các bảng được xếp hạng 51 đến 52 theo kết quả của giai đoạn đấu hạng.
- Các đội kết thúc ở vị trí thứ ba các bảng được xếp hạng 53 đến 54 theo kết quả của giai đoạn đấu hạng.

| Hạng | Bg | Đội           | ST | T | H | B | BT | BB | HS | Đ |
| ---- | -- | ------------- | -- | - | - | - | -- | -- | -- | - |
| 49   | D2 | Moldova       | 4  | 3 | 0 | 1 | 5  | 1  | +4 | 9 |
| 50   | D1 | San Marino    | 4  | 2 | 1 | 1 | 5  | 3  | +2 | 7 |
|      |    |               |    |   |   |   |    |    |    |   |
| 51   | D2 | Malta         | 4  | 2 | 1 | 1 | 2  | 2  | 0  | 7 |
| 52   | D1 | Gibraltar     | 4  | 1 | 3 | 0 | 4  | 3  | +1 | 6 |
|      |    |               |    |   |   |   |    |    |    |   |
| 53   | D1 | Liechtenstein | 4  | 0 | 2 | 2 | 3  | 6  | −3 | 2 |
| 54   | D2 | Andorra       | 4  | 0 | 1 | 3 | 0  | 4  | −4 | 1 |